# كريستيان أوخيدا
كريستيان أوخيدا (بالإسبانية: Cristian Ojeda)‏ هو لاعب كرة قدم أرجنتيني في مركز الوسط، ولد في 22 يناير 1999 في مدينة بوساداس، ميسيونيس في الأرجنتين. لعب مع بروتلاند تمبرز 2 وتاليريس كوردوبا.

## وصلات خارجية
- كريستيان أوخيدا على موقع قاعدة بيانات كرة القدم.إي يو (الإنجليزية)
- كريستيان أوخيدا على موقع Soccerway.com (الإنجليزية)